# Trofeo Teresa Herrera 1947
El Trofeo Teresa Herrera 1947 fue la segunda edición de este torneo de verano de fútbol. La disputaron Athletic Club de España y Vasco da Gama de Brasil, como equipo invitado.

## Equipos participantes
| Athletic Club | Campeón de la Copa del Generalísimo 1944-1945. |
| Vasco da Gama | Campeón del Campeonato Carioca 1947.           |

### Partido
| 29 de junio de 1947 | Athletic Club                                             | 3:2 (3:1) | Vasco da Gama          | Estadio de Riazor, La Coruña |  |
|                     | Agustín Gaínza 1' · José Iraragorri 12' · Telmo Zarra 26' | Reporte   | Lelé 28' · Alfredo 66' |                              |  |

Campeón

Athletic Club
1.er título